# Râul Valea Scurtă, Valea Plopilor
Râul Valea Scurtă este curs de apă, afluent al râului Valea Plopilor.

## Hărți
- Harta Județului Brașov
- Harta Orașului Brașov
- Harta Munților Postăvaru  Arhivat în 3 august 2008, la Wayback Machine.